# Gonzalo Aja Barquín
Gonzalo Aja Barquín (Matienzo, Ruesga, 13 de juny de 1946) va ser un ciclista espanyol, que fou professional entre 1970 i 1979.
S'inicià en l'equip d'aficionats «Horno San José», on va córrer durant dues temporades, i en el Ferrys, amb el què va guanyar la Volta a Palència de 1967. Passà al professionalisme de la mà de l'equip Karpy, on va córrer durant tres temporades. Amb l'equip KAS va viure els seus majors èxits esportius. Bon escalador, va protagonitzar un excel·lent Tour de França de 1974, passant en primera posició el Tourmalet i el Ventor i finalitzant la cursa en la cinquena posició final.

## Palmarès
- 1971
  - 1r a la Volta a Cantàbria i vencedor d'una etapa
  - Vencedor d'una etapa a la Volta a Astúries
- 1972
  - 1r a la Pujada a Arrate
  - Vencedor d'una etapa a la Volta a Astúries
- 1974
  - 1r a Santoña
  - Vencedor d'una etapa de la Volta a Suïssa
- 1976
  - 1r a la Volta a Llevant
- 1977
  - 1r a Santoña
- 1978
  - Vencedor d'una etapa de la Setmana Catalana

### Resultats a la Volta a Espanya
- 1970. 30è de la classificació general
- 1971. 19è de la classificació general
- 1972. 4t de la classificació general
- 1976. 14è de la classificació general
- 1978. 9è de la classificació general
- 1979. 25è de la classificació general

### Resultats al Tour de França
- 1973. Abandona (8a etapa)
- 1974. 5è de la classificació general
- 1975. Abandona (11a etapa)
- 1977. 14è de la classificació general

### Resultats al Giro d'Itàlia
- 1973. 19è de la classificació general
- 1974. 33è de la classificació general
- 1976. Abandona
- 1977. 16è de la classificació general
- 1978. Abandona